# Relações entre Brasil e Suriname
As relações entre Brasil e Suriname referem-se a relações interestatais entre a República do Suriname e a República Federativa do Brasil. Ambos são vizinhos no continente sul-americano, e compartilham uma fronteira de 593 quilômetros de extensão. O Brasil é visto como parceiro prioritário pelo Suriname.
Atualmente o diplomata Raphael Azeredo serve como embaixador brasileiro em Paramaribo, enquanto o diplomata Marlon Faisal Mohamed-Hoesein serve como o embaixador surinamês em Brasília. Apesar de ter relações diplomáticas com todos os países caribenhos, o Brasil mantém embaixadas em apenas nove Estados dos países que formam a Comunidade do Caribe (CARICOM), entre eles o Suriname.
Em 2023, durante as comemorações do dia da Independência do Brasil, o embaixador brasileiro anunciou que a comunidade de imigrantes brasileiros compunha 5% do total de habitantes do país, tornando assim o Suriname a nação com a maior porcentagem de brasileiros natos em todo o mundo.

## História

### Período colonial e demarcação de fronteiras

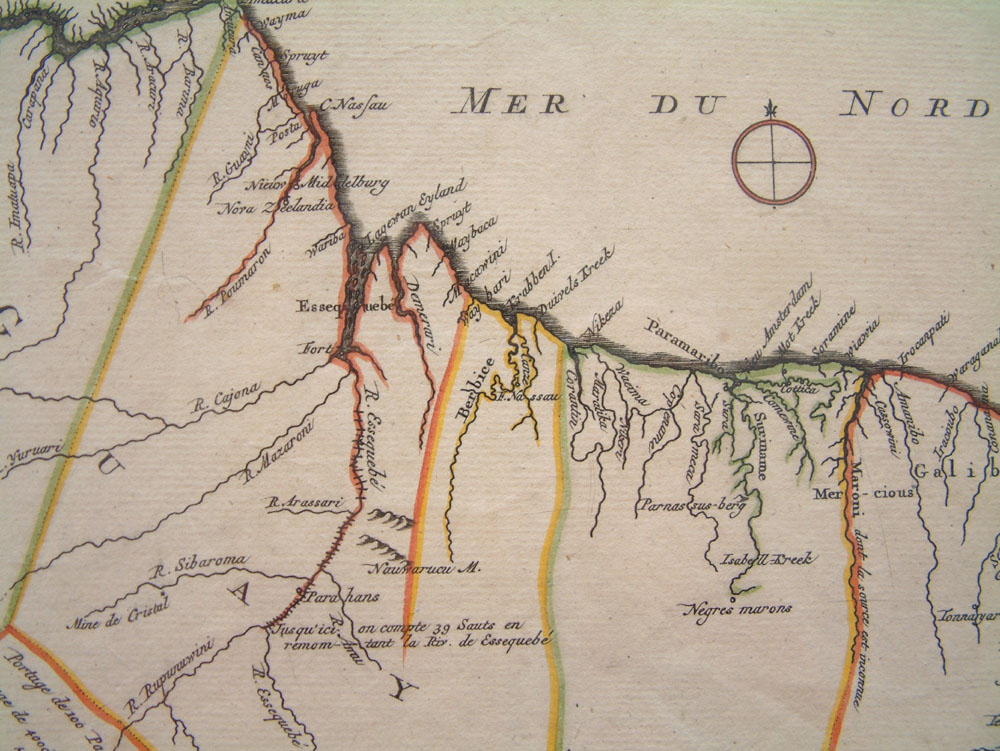
A fronteira entre o Brasil e a Guiana Holandesa (atual Suriname) foi demarcada em 1909

No século XVI, o interesse dos neerlandeses pelo comércio do açúcar era bastante concentrado no Nordeste brasileiro, com o estabelecimento da colônia Nova Holanda, que correspondia ao território da Capitania de Pernambuco. A partir de 1640, a metrópole neerlandesa passou a dar importância também à região norte da América do Sul.
Em 5 de maio de 1906, foi assinado, no Rio de Janeiro, um tratado relativo aos limites entre o Brasil e a então Guiana Holandesa (hoje Suriname), estabelecidos na Serra do Tumucumaque.

### Pós-independência
Embora o Brasil tenha se tornado politicamente independente em 1822, a emancipação do Suriname dos Países Baixos só se deu em 1975. Nesta década de 1970, o governo brasileiro passou a dar mais importância à região das Guianas, baseando-se nas doutrinas geopolíticas desenvolvidas à época pela Escola Superior de Guerra, que enfatizavam a proteção das fronteiras e a ocupação da Amazônia. Neste contexto, o governo Geisel, favorável ao processo de descolonização pós-Segunda Guerra, prontamente reconheceu a independência surinamesa, declarada em 25 de novembro de 1975.
O primeiro contato oficial se deu em 21 de julho de 1976, com a visita do então primeiro-ministro Henck Arron a Brasília, quando foram assinados três tratados bilaterais — nas áreas cultural, comercial e de cooperação técnica — e criada uma comissão mista Brasil-Suriname, com o intuito de aprofundar as relações entre os dois países.
Suriname e Brasil em seguida trabalharam juntos por ocasião do Tratado de Cooperação Amazônica de 1978, contando também com a participação de Bolívia, Peru, Equador, Colômbia, Venezuela e Guiana. Para o Brasil, o tratado objetivava atenuar o isolamento da Guiana e do Suriname ao incluí-los em discussões na área de defesa, minimizar possíveis temores quanto um expansionismo brasileiro na região e criar um clima de estabilidade e cooperação entre os países amazônicos.
Uma visita oficial brasileira ao Suriname encabeçada pelo chanceler Ramiro Saraiva Guerreiro ocorreu em 25 de janeiro de 1982, onde o ministro criticou a política externa dos Estados Unidos e defendeu a "tese da cooperação necessária" para a política externa brasileira. Segundo esta tese, o desenvolvimento econômico seria a melhor forma de evitar o surgimento de regimes comunistas e de garantir a segurança nacional. Saraiva Guerreiro defendia esta estratégia para as relações não apenas com o Suriname mas toda a América Latina, como forma de promover uma imagem do Brasil mais positiva e cooperativa, a fim de evitar uma possível identificação do país como imperialista, subimperialista ou hegemônico por outros Estados na região.
O presidente brasileiro João Figueiredo deu um parecer favorável quanto à proposta apresentada por Saraiva Guerreiro, mas por conta da crise da dívida externa latino-americana na década de 1980, num momento inicial o Brasil não dispunha de fundos para oferecer ajuda financeira ao Suriname. O golpe de Estado no Suriname em 1980 e uma notada simpatia do novo presidente Dési Bouterse pelo marxismo, entretanto, mobilizaram o governo brasileiro a montar uma ofensiva diplomática dissuasiva conhecida como Missão Venturini.

### Missão Venturini

Mapa da região do Planalto das Guianas

Entre 15 e 17 de abril de 1983, o chefe do Gabinete Militar Danilo Venturini, acompanhado pelo chefe da Divisão da América do Itamaraty Osmar Vladimir Chohfi, pelo conselheiro Fagundes Fernando, pelo coronel Quijano, do Conselho de Segurança Nacional, e pelo coronel Carrocho, do Serviço Nacional de Informações, liderou uma missão diplomática ao Suriname com o intuito de influenciar Bouterse a manter-se na esfera capitalista-ocidental. Na missão, o governo brasileiro ofereceu diversos programas de cooperação, como na área agroindustrial, além de programas de assistência civil e treinamento militar, bolsas de estudo em universidades amazônicas, fomento ao comércio bilateral, estudos para a construção de usinas hidrelétricas, aumento de transportes aéreos e marítimos entre os dois países e até mesmo a transmissão via satélite de jogos de futebol do Brasil. O governo brasileiro ofereceu ainda uma linha de crédito de 70 milhões de dólares, a ser utilizada principalmente para a importação de materiais bélicos do Brasil.
A missão teve sucesso ao contribuir para o afastamento do Suriname em relação ao comunismo. Como consequência da pressão brasileira, Bouterse retirou o tom socialista do seu programa de governo, demitiu o ministro Badresein Sital (na época, abertamente simpatizante do regime cubano) e em 1983, rebaixou o status da embaixada de Cuba em Paramaribo e revogou todos os acordos bilaterais com o país insular.
O regime militar brasileiro passou a apoiar logisticamente o governo de Bouterse na luta contra grupos armados nacionalistas que ameaçavam o poder dos militares surinameses no poder. Durante uma missão de reconhecimento encabeçada por oficiais brasileiros no rio Litani em 1986, guerrilheiros surinameses teriam atacado o helicóptero civil de origem brasileira que transportava os militares.

### Plano Lubbers
Na década de 1990, o Suriname se tornaria novamente foco de preocupação para a diplomacia brasileira. Um mês após o golpe militar surinamês de dezembro de 1991 liderado por Dési Bouterse, o governo dos Países Baixos considerou levar a cabo o chamado Plano Lubbers, um projeto que visava uma união política e monetária entre Suriname, Países Baixos, Aruba e as Antilhas Neerlandesas. O plano previa a criação de uma instituição espelhada na Commonwealth, que incluiria o estabelecimento de um mercado comum, concessão de dupla nacionalidade para cidadãos surinameses e um controle dos Países Baixos sobre as áreas monetária, de defesa e de política exterior de sua ex-colônia. Os neerlandeses estabeleceriam ainda como pré-condição para a união uma série de reformas políticas, sociais e econômicas no Suriname.
Embora publicamente não tenha se manifestado, nos bastidores o governo brasileiro criticou o plano e suas exigências, entendendo-as como tentativas de ingerência e de redução da soberania surinamesa, revertendo o país a uma condição "semicolonial". A oposição brasileira ao projeto neerlandês foi ponto de atrito entre, por um lado o Brasil, e por outro os Estados Unidos, que questionaram a proximidade entre o governo brasileiro e o regime golpista de Bouterse. O Plano Lubbers, que enfrentou objeções de políticos do Suriname e dos Países Baixos, acabou não se concretizando.

### Processo de continentalização
Desde o fim do século XX, observa-se uma maior aproximação da região das Guianas, incluindo o Suriname, com o restante do continente sul-americano. Projetos como a Iniciativa para a Integração da Infraestrutura Regional Sul-Americana (IIRSA) e a Organização do Tratado de Cooperação Amazônica (OTCA) ganharam fôlego a partir dos anos 2000, num processo denominado na literatura especializada como continentalização.
Após um convite brasileiro, em 2013 o Suriname oficializou sua adesão ao Mercosul na categoria de membro associado. O Itamaraty apoia ainda um maior envolvimento do Suriname e da Guiana na integração sul-americana em matéria de defesa, e tem se esforçado para ampliar os laços com o Suriname nesta área.

## Cooperação

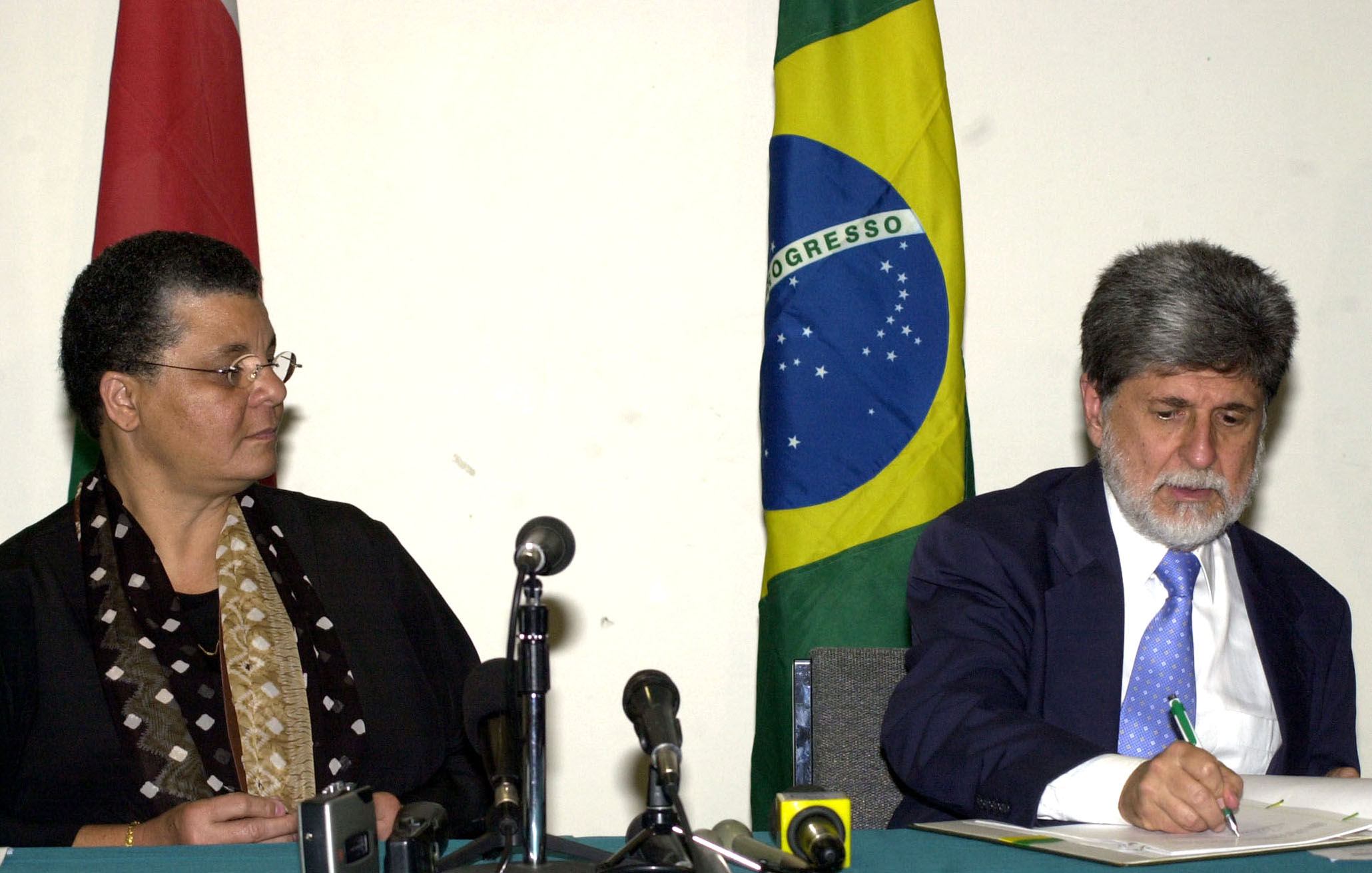
O ministro brasileiro das Relações Exteriores, Celso Amorim, ao lado da ministra surinamesa dos Assuntos Estrangeiros, Maria Levens, em 2004.

O Brasil e o Suriname têm 24 acordos bilaterais assinados, havendo um acordo expirado, quatro em tramitação e 19 em vigor. Os dois países mantém uma próxima cooperação em diversos temas, incluindo no compartilhamento de dados gerados pelo Sistema de Vigilância da Amazônia (SIVAM), investigação policial conjunta acerca do tráfico de pessoas e apoio técnico brasileiro para a exportação agrícola surinamesa a países caribenhos, entre outras iniciativas. No total, o Brasil conta com 70 projetos de cooperação bilateral com o Suriname.
Em 2003, foi anunciado pelo então Ministro da Educação Cristovam Buarque que estudantes surinameses poderiam ter acesso às universidades brasileiras. O governo brasileiro ainda expressou a intenção de criar escolas de ensino fundamental para filhos de brasileiros dentro do Suriname.
O Brasil enviou ajuda humanitária ao Suriname em 2006 após uma série de enchentes afetar o país. O governo brasileiro despachou equipes de ajuda sanitária e doou seis mil pastilhas de quinina, para combater a malária, dez mil frascos de hipoclorito, para purificar a água e seis kits de medicamentos de atenção básica, além de deslocar um helicóptero da Força Aérea Brasileira à capital Paramaribo para distribuir os medicamentos.

## Participação internacional em comum
Tanto o Suriname quanto o Brasil são membros de uma gama de organizações internacionais, coalizões e fóruns, incluindo Conferência de Desarmamento, Comunidade de Estados Latino-Americanos e Caribenhos (CELAC), Grupo dos 77 (G77), Banco Internacional para Reconstrução e Desenvolvimento (BIRD), Banco Interamericano de Desenvolvimento (BID), Associação Internacional de Desenvolvimento, Fundo Internacional de Desenvolvimento Agrícola (FIDA), Organização Hidrográfica Internacional, Interpol, Organização Marítima Internacional, Fundo Monetário Internacional (FMI), Comitê Olímpico Internacional (COI), União Interparlamentar, Organização Internacional para Padronização (ISO), Organismo Multilateral de Garantia de Inversões, Sistema Econômico Latino-Americano e do Caribe (SELA), Movimento Não Alinhado (MNA), Organismo para a Proscrição das Armas Nucleares na América Latina e no Caribe (OPANAL), Organização para a Proibição de Armas Químicas (OPAQ), Organização dos Estados Americanos (OEA), Fórum para o Progresso e Desenvolvimento da América do Sul (PROSUL), e Organização Mundial do Comércio (OMC). No Sistema das Nações Unidas, ambas integram a Organização das Nações Unidas (ONU) e as seguintes agências: Organização das Nações Unidas para Alimentação e Agricultura (FAO), Organização Internacional do Trabalho (OIT), Organização da Aviação Civil Internacional (OACI), União Internacional de Telecomunicações (UIT), Organização Mundial da Propriedade Intelectual (OMPI), Organização Mundial de Turismo (OMT), Conferência das Nações Unidas sobre Comércio e Desenvolvimento (UNCTAD), Organização das Nações Unidas para a Educação, a Ciência e a Cultura (UNESCO), Organização das Nações Unidas para o Desenvolvimento Industrial (UNIDO), União Postal Universal (UPU), Organização Mundial da Saúde (OMS) e Organização Meteorológica Mundial (OMM).

## Relacionamento econômico

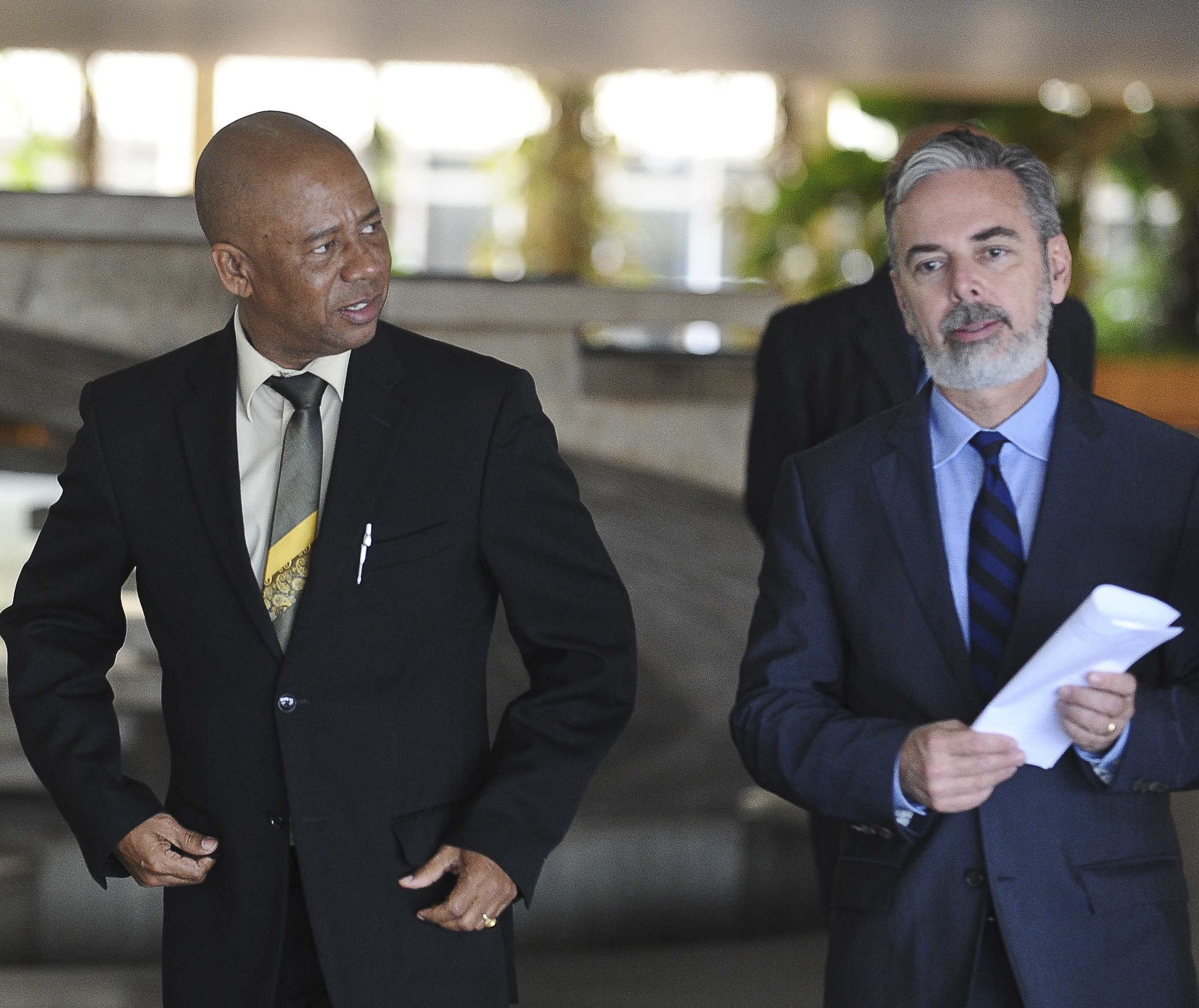
Chanceleres Winston Lackin e Antonio Patriota em 2011

O comércio entre os dois países é pouco expressivo, entre outros motivos, devido ao isolamento econômico do Suriname em relação ao restante do continente sul-americano, à falta de infraestrutura ligando o Suriname com o Brasil e à pequena complementaridade produtiva dos dois países. Embora haja um baixo volume de comércio, há um interesse nos dois países para mudar este quadro.
O intercâmbio comercial, que sofreu queda de 18% no período entre 2008 e 2013, é composto sobretudo por produtos manufaturados nas pautas de importação e exportação de ambos os países. Em termos de valor transacionado, estima-se que 95,8% do comércio entre os dois se dê por via marítima. Em 2012, o Brasil obteve a 27ª colocação dentre os parceiros comerciais do Suriname, tendo uma participação de 0,1% nas importações de produtos surinameses. Neste mesmo ano, o Brasil foi o 5º principal fornecedor de produtos para o país, abarcando 4% de todas as importações do Suriname. Durante todo o período entre 2003 e 2013, o saldo comercial favoreceu os brasileiros.
| Descrição                             | 2003 | 2004 | 2005 | 2006 | 2007 | 2008 | 2009 | 2010 | 2011 | 2011 | 2012 (jan-jul) | 2013 (jan-jul) |
| ------------------------------------- | ---- | ---- | ---- | ---- | ---- | ---- | ---- | ---- | ---- | ---- | -------------- | -------------- |
| Exportação brasileira para o Suriname | 16,4 | 28,4 | 35,8 | 31,4 | 36,5 | 46,9 | 40,2 | 63,4 | 73,2 | 61,1 | 33,6           | 36,1           |
| Exportação surinamesa para o Brasil   | —    | 0,7  | 0,1  | 23,2 | 19,1 | 28,9 | 7,4  | 0,2  | 0,4  | 1,0  | 0,8            | 2,1            |
| Comércio total                        | 16,4 | 29,1 | 35,9 | 54,7 | 55,7 | 75,8 | 47,6 | 63,6 | 73,6 | 62,1 | 34,4           | 38,2           |

Em 2003, o então presidente brasileiro Luiz Inácio Lula da Silva garantiu ao presidente surinamês Ronald Venetiaan que o Brasil renegociaria a dívida de US$ 85 milhões que o Suriname tem com o país. Em 2009, o Suriname tinha uma dívida externa com o Brasil calculada em cerca de US$ 116 milhões. No mesmo ano, os surinameses terminaram de pagar US$76 milhões em dívidas ao Brasil.

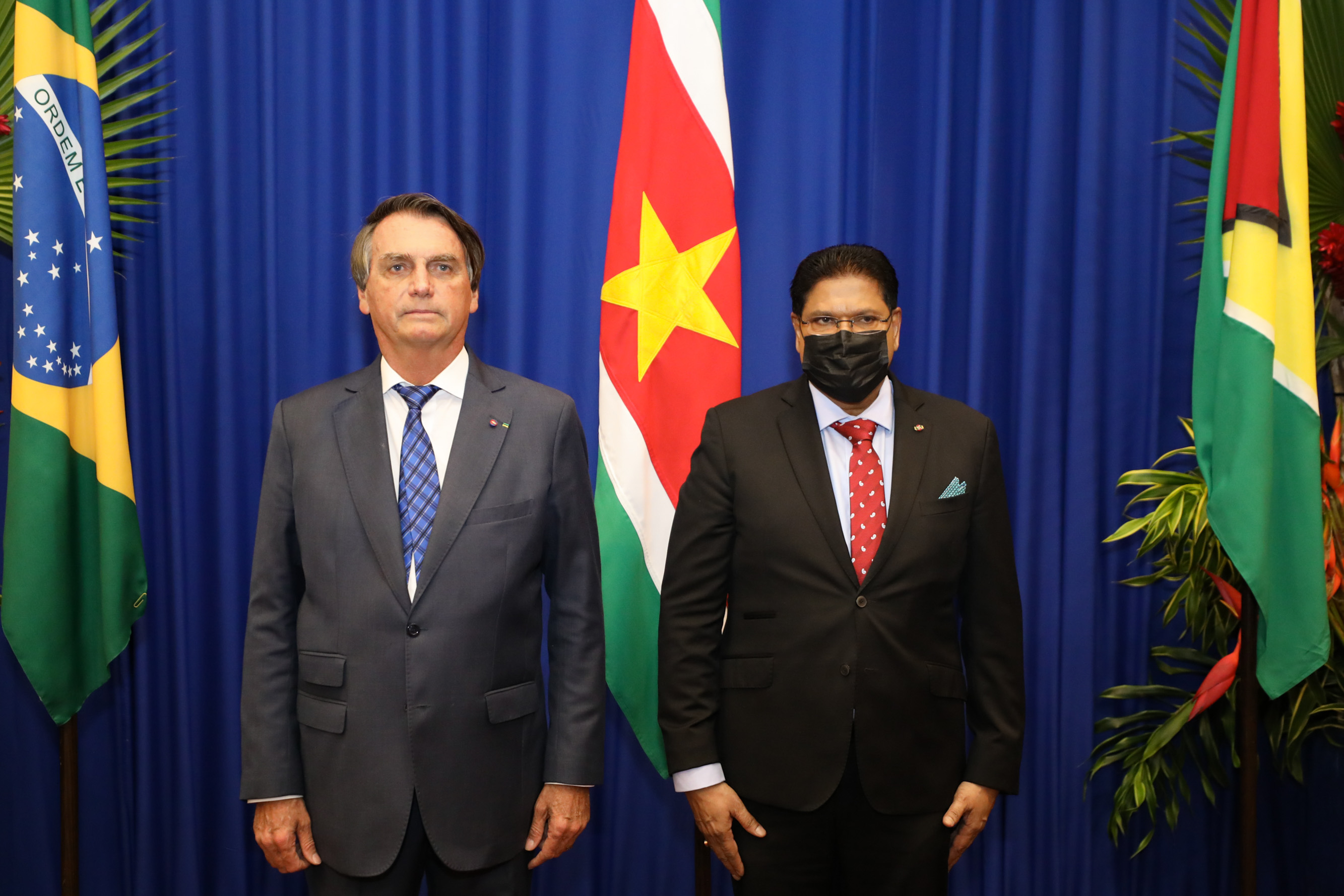
O presidente Jair Bolsonaro ao lado de Chan Santokhi, presidente do Suriname, em janeiro de 2022.

No final da década de 2010, o Suriname descobriu imensas reservas de petróleo e gás natural em sua costa, o que atraiu o olhar de diversos países, incluindo o Brasil. Por conta disso, em 20 de janeiro de 2022, Jair Bolsonaro se tornou o quarto presidente do Brasil a visitar o Suriname. Ele se reuniu com o presidente Chan Santokhi no palácio presidencial em Paramaribo, capital do país, em sinal de uma aproximação maior com o vizinho sul-americano. A visita pretendeu reforçar as relações bilaterais em diversos temas, como a exploração de petróleo, a cooperação bilateral em energia elétrica, avanços na agricultura, combate ao tráfico de drogas e melhora na infraestrutura, tendo em vista que o Suriname é o único país que faz fronteira com o Brasil que não está interligado através de rodovias, o que torna as relações Brasil–Suriname algo distante, apesar de compartilharem 593 quilômetros de fronteira. Bolsonaro pediu ao presidente Santokhi que priorize a petroleira brasileira Petrobrás nas exploração petrolíferas do Suriname, na tentativa de fortalecer o bilateralismo econômico.

## Intercâmbio populacional

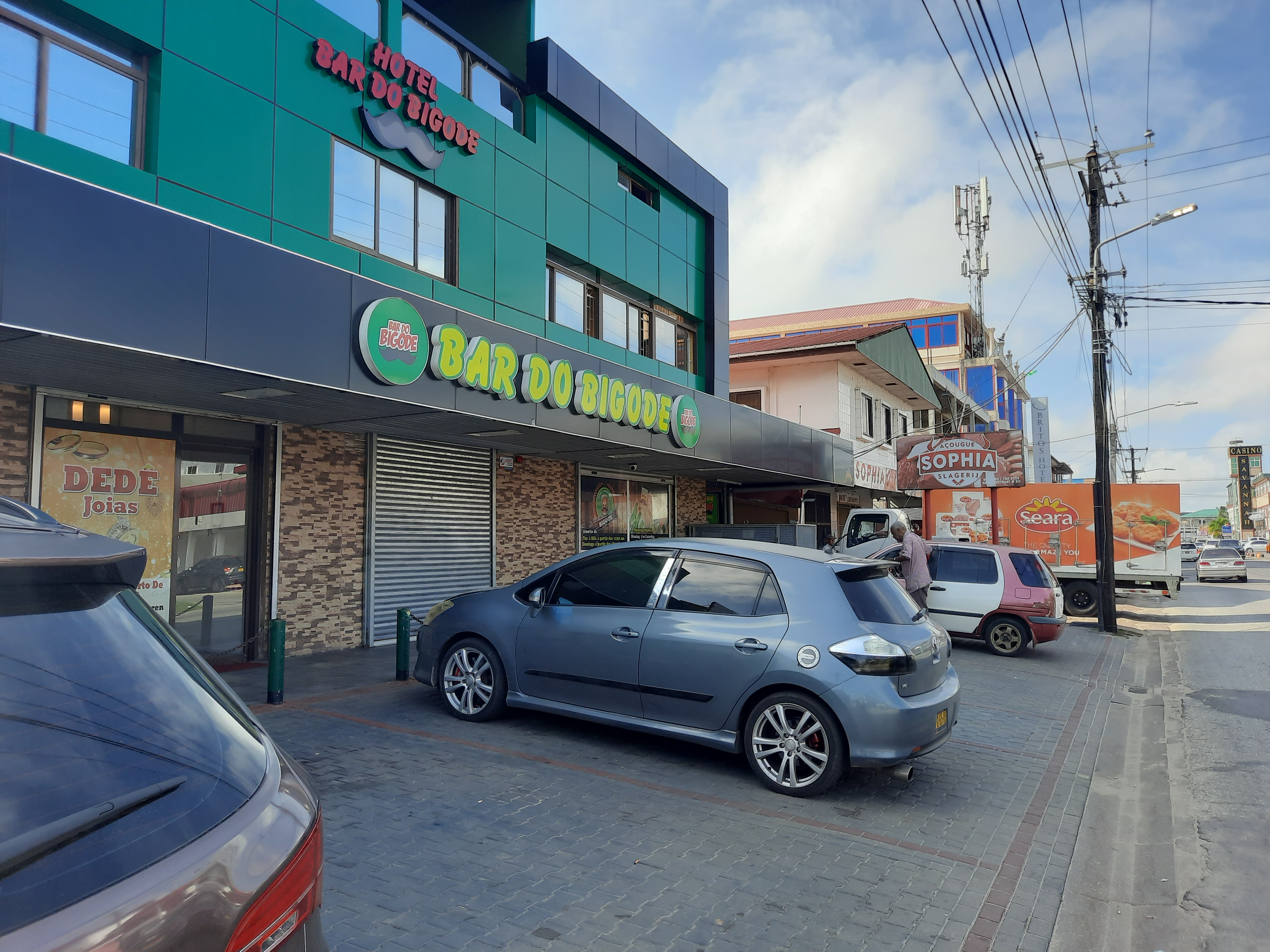
Klein-Belém ("Pequena Belém"), bairro de Paramaribo com expressiva população brasileira

O Suriname é o único país fronteiriço com o qual o Brasil não é ligado por meio de estradas. Há apenas dois voos entre Paramaribo e cidades brasileiras, e em 2012 foi anunciada a criação de uma linha marítima entre os portos de Paramaribo, Itaqui e Santana.
Estima-se que haja 18 mil brasileiros no Suriname, representando 6% da população surinamesa. Estes são principalmente advindos do Norte e Nordeste do Brasil, atraídos principalmente pela mineração de ouro. Grande parte destes garimpeiros imigrou para o país na década de 1980 após a decadência da mineração em Serra dos Carajás e Serra Pelada. Muitos dos emigrados vivem isoladamente em bairros brasileiros nas principais cidades surinamesas, devido à barreira linguística representada pela língua neerlandesa, idioma oficial do Suriname, e permanecem no país devido à renda maior em comparação com os Estados de onde vieram. Segundo um levantamento do Itamaraty, em 2013 havia 32 brasileiros presos no Suriname.
Um estudo de 2007 do instituto de pesquisa IDOS-peilingen apontou que 69% dos eleitores surinameses tinham uma imagem negativa dos brasileiros. O governo por vezes realiza operações de regularização da situação dos garimpeiros brasileiros, que frequentemente não têm documentos. Não há exigências de visto para brasileiros que desejem entrar ou permanecer no Suriname, nem requisitos especiais para a permanência de até um mês.

### Ataques em Albina
Em dezembro de 2009, desencadeou-se uma onda de violência contra imigrantes garimpeiros, incluindo brasileiros, no município de Albina, a 150 quilômetros da capital Paramaribo. Os ataques ocorreram da madrugada do dia 24 para o dia 25 contra um grupo de 80 brasileiros como resposta a um assassinato de um surinamês por um brasileiro por questões de dívida.
Ao menos 14 brasileiros ficaram feridos e de 10 a 20 brasileiras foram estupradas durante os ataques. Embora haja tensões entre brasileiros garimpeiros e surinameses, segundo o Itamaraty, nunca antes foi registrado um episódio semelhante.
Após os ataques, os governos dos dois países se comprometeram a iniciar um estudo conjunto sobre a situação econômica e social da região de Albina, por meio da criação de um grupo binacional com apoio da Secretaria de Políticas de Promoção da Igualdade Racial. Como resposta à crise, em 2010 os dois países assinaram um pacto objetivando regular a migração transfronteiriça.

## Visitas presidenciais

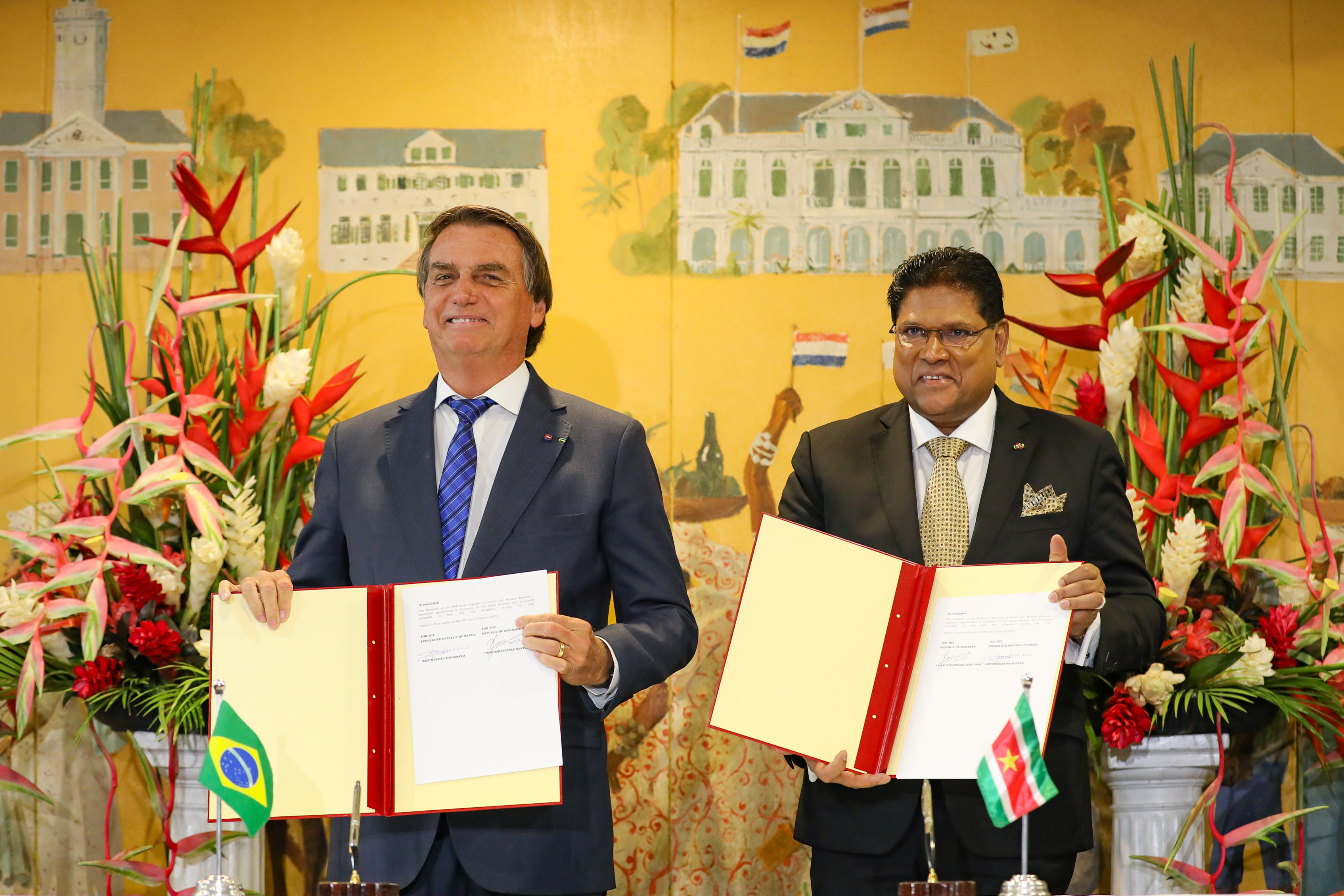
Jair Bolsonaro e o presidente do Suriname, Chan Santokhi, durante sua visita de Estado em Paramaribo em janeiro de 2022.

Presidentes surinameses que visitaram o Brasil:
1. Ronald Venetiaan: 1996[43]
2. Jules Wijdenbosch: 1997[43]
3. Ronald Venetiaan: 2000, 2003, 2007, 2008 (duas vezes)[43]
4. Desi Bouterse: 2010, 2011, 2013, 2014 (duas vezes), 2018[43]
5. Chan Santokhi: 2023 (duas vezes)[44]

Presidentes brasileiros que visitaram o Suriname:
1. José Sarney: 1989[45]
2. Lula da Silva: 2005[46]
3. Dilma Rousseff: 2013[47]
4. Jair Bolsonaro: 2022[31]